# Hugo Fasel

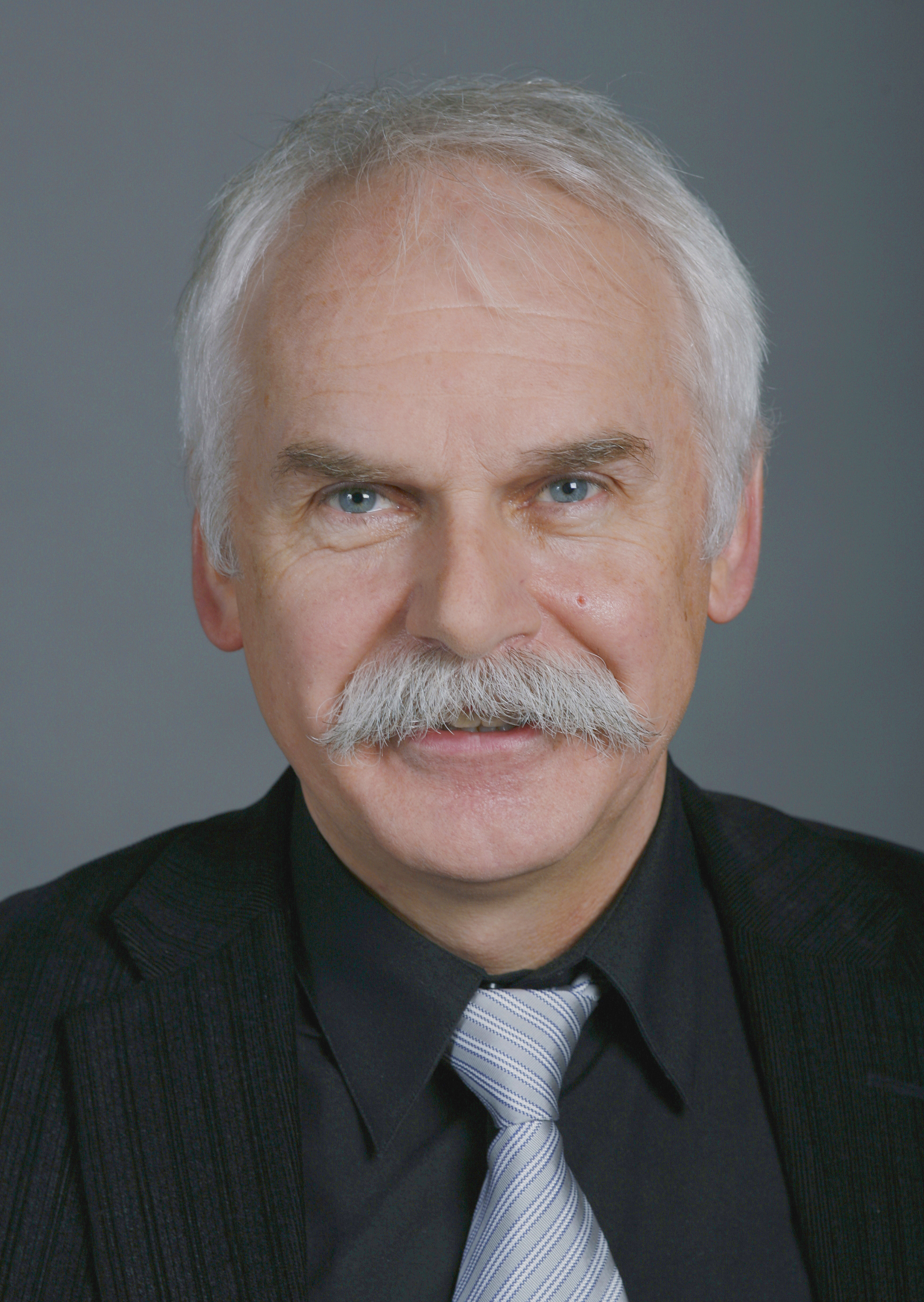
Hugo Fasel (2007)

Hugo Fasel (* 4. Oktober 1955 in Alterswil, heimatberechtigt in St. Antoni) ist ein Schweizer Politiker (CSP). Von 2008 bis Ende Oktober 2020 war er Direktor der Caritas Schweiz.

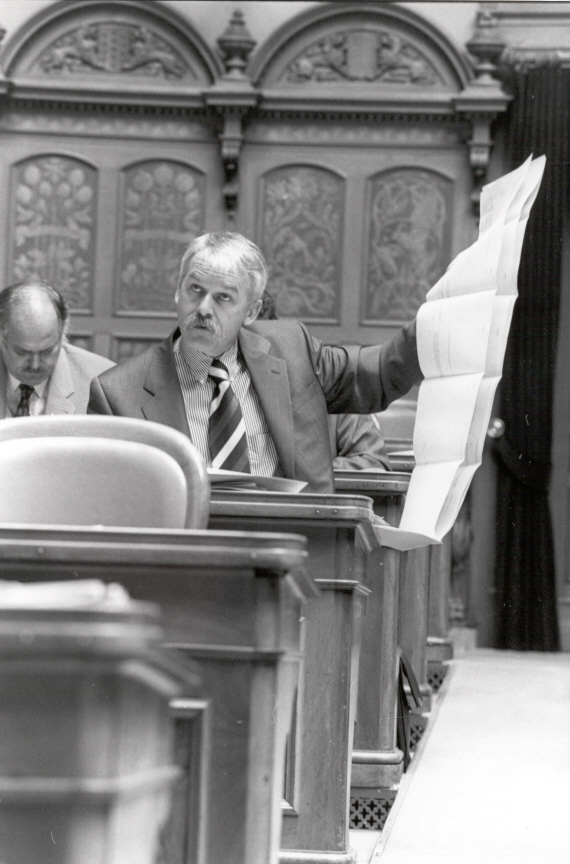
Hugo Fasel im Nationalratssaal (1995)

Hugo Fasel studierte Ökonomie an der Universität Freiburg und arbeitete danach dort als Assistent. 1986 wurde er Zentralsekretär des Christlichnationalen Gewerkschaftsbundes der Schweiz (CNG). Vom 25. November 1991 bis Ende Oktober 2008 sass der Freiburger im Nationalrat und war dort Mitglied der Geschäftsprüfungskommission sowie der Kommission für soziale Sicherheit und Gesundheit. Da er der einzige CSP-Nationalrat war, schloss er sich 1995 im Parlament der Grünen-Fraktion der Bundesversammlung an. Neben seiner Tätigkeit als Nationalrat war Hugo Fasel Präsident der Gewerkschaft Travail.Suisse und Dozent an verschiedenen Fachhochschulen. «Die berufliche Erfahrung als Gewerkschafter zeigt mir, wo die Leute der Schuh drückt und wo sie von der Politik Verbesserungen erwarten», sagte er zu seinem politischen Engagement. Im Zentrum seines Engagements standen das Problem der hohen Krankenkassenprämien, eine sichere AHV sowie das Rentenalter.
Seine Nachfolge im Nationalrat übernahm die Freiburger CSP-Politikerin Marie-Thérèse Weber-Gobet.
Während seiner Tätigkeit als Caritas-Direktor forderte er unter anderem dazu auf, die auch in der Schweiz zunehmenden Kinderarmut ernster zu nehmen und verlangte von Bund und Kantonen, entsprechende Vorkehrungen und Massnahmen zu treffen.
Fasel ist verheiratet und hat zwei erwachsene Kinder. 